# Сліскі
Сліскі (пол. Śliski) — село в Польщі, у гміні Затори Пултуського повіту Мазовецького воєводства.
Населення — 73 особи (2011).
У 1975-1998 роках село належало до Остроленцького воєводства.

## Демографія
Демографічна структура станом на 31 березня 2011 року:
|          | Загалом | Допрацездатний вік | Працездатний вік | Постпрацездатний вік |
| -------- | ------- | ------------------ | ---------------- | -------------------- |
| Чоловіки | 37      | 9                  | 27               | 1                    |
| Жінки    | 36      | 4                  | 19               | 13                   |
| Разом    | 73      | 13                 | 46               | 14                   |